# Istoria apologetica dell'antica Napizia, oggi detta il Pizzo
La Istoria apologetica dell'antica Napizia, oggi detta il Pizzo è un'opera storica del napitino Ilario Tranquillo (1668-1743), dei baroni Tranquillo di Roccangitola, dottore di teologia e primo canonico della chiesa collegiata di Pizzo. Tranquillo con questa opera regala alla sua città natale, Pizzo Calabro, un passato illustre facendone risalire la fondazione da parte degli abitanti della antica città tirrenica della Magna Grecia, Napizia dopo la distruzione subita nel corso del 900 ad opera delle scorrerie dei pirati saraceni.
«Composta per riprovare quello che aveva scritto Giuseppe di Amato nel suo libro latino intorno all'Amantea, cioè che questa città surta fosse delle rovine dell'antica Napizia. Or dunque egli dopo aver dimostrato con varie autorità, che la Napizia fosse stata non già nel sito di Amantea, ma ove è presentemente il Pizzo, ne descrive la situazione, l'anticaglie, la destruzione sofferta da' Saracini, la riedificazione sotto il moderno nome, le cose sacre, e gli uomini nella letteratura illustri. Nel ragguaglio, che dà di quel clima, e della fertilità, e prodotti del territorio, sono da osservarsi le acque medicinali, (intorno alle quali scrisse già una Lettera l'Arcidiacono Savaro del Pizzo al famoso Malpighi in Bologna) e le miniere di metalli, e pietre preziose, che si scoprono in terra, e le madreperle, e i coralli, che si ritrovano in mare, con alcune singolarità della natura».
Oltre al valore della testimonianza storica questa opera, con le sue descrizioni dei luoghi e dei prodotti del territorio ci rende uno spaccato di quello che doveva essere l'ambiente naturale e sociale della Calabria a cavallo tra XVII e il XVIII secolo. Si riporta a seguito l'indice di quest'opera, molto descrittivo.